# Опсовська сільська рада
55°32′20″ пн. ш. 26°49′32″ сх. д. / 55.53889° пн. ш. 26.82556° сх. д.
Опсовська сільська рада (біл. О́псаўскі сельсавет) — адміністративно-територіальна одиниця у складі Браславського району, Вітебської області Білорусі. Адміністративний центр сільської ради — агромістечко Опса.

## Розташування
Опсовська сільська рада розташована у північній частині Білорусі, на заході Вітебської області, на південний захід від районного центру Браслав.
На території сільської ради розташовано близько півтора десятка озер, найбільші із них: Дрив'яти (36,14 км²), Оболє (4,67 км²), Довге (1,87 км²), Даублі (1,64 км²), Муйса (1,6 км²), Погоща (1,23 км²), Опса (0,93 км²).

## Історія
Сільська рада була створена 12 жовтня 1940 року у складі Браславського району, Вілейської області (з 20 вересня 1944 року — Полоцької, а з 8 січня 1954 року — Молодечненської області). 20 січня 1960 року Молодечненська область була ліквідована, а сільрада у складі Браславського району була приєднана до Вітебської області.
8 квітня 2004 році сільській раді були передані 47 сільських населених пунктів, які були адміністративно підпорядковані ліквідованій Відзовскій селищній раді в рамках сільськогосподарського виробничого кооперативу «Березовий край» Браславського району.

## Склад сільської ради
До складу Опсовської сільської ради входить 83 населених пункти:
| - Адимянішки — село. - Бартелішки — село. - Белевичі — село. - Белусішки — село. - Блажуни — село. - Боровики — село. - Будовея — село. - Биковські — село. - Войнюнці — село. - Вечеровщина — село. - Волейнішки — село. - Голевщина — село. - Грейтунішки — село. - Даублі — село. - Дворчино — село. - Дворище — село. - Доброди — хутір. - Домаши — село. - Дукелі — село. - Єдловічі — село. - Єдогалі — село. - Єжовка — хутір. - Єрканці — хутір. - Єдішки — хутір. - Жвірблі — село. - Жигуті — хутір. - Жилінда — село. - Заборніки — село. | - Залісся — село. - Зеленка — село. - Ілгайці — село. - Карпішки — хутір. - Кем'янці — село. - Комаровщина — село. - Круковщина — село. - Крумплі — село. - Кулі — хутір. - Кумпіні — село. - Купчелі — село. - К'якшти — село. - Лазиркі — село. - Лук'яни — хутір. - Лушнево — село. - Марцебаліно — село. - Мацелішки — село. - Мединки Домашовські — дерев. - Мединки Єдловицькі — дерев. - Медини — хутір. - Медюки — село. - Мілюнці — село. - Миньковичі — село. - Місянці — село. - Мурмішки — село. - Нове — село. - Нарути — хутір. - Оболікшти — село. | - Оболяни — село. - Опса — агромістечко. - Ольсінішки — село. - Осанішки — село. - Пельково — хутір. - Петкунішки — село. - Погоща — агрогородок . - Подрукша — село. - Пузовичі — село. - Римаши — село. - Римути — село. - Розаліново — село. - Свірналішки — село. - Севруки — село. - Скуталішки — село. - Снєги — село. - Стародворище — село. - Трабши — село. - Хоронжишкі — село. - Шалакунди — село. - Шалтени — село. - Шаркішки — хутір. - Шлікшта — хутір. - Юровичі — село. - Ютішки — село. - Яковичі — село. - Янулі — село. |

Населені пункти, які раніше існували на території сільської ради і зняті з обліку:
- Далани — хутір.
- Кляринда — село.
- Маркулево — село.
- Мушиклі — село.